# Hugo I van Thouars
Hugo I van Thouars (overleden in 1229/1230) was van 1226 tot aan zijn dood burggraaf van Thouars.

## Levensloop
Hugo I was de derde zoon van burggraaf Godfried IV van Thouars uit diens huwelijk met Aimée, dochter van heer Hugo VII van Lusignan. Hij nam deel aan de Albigenzische Kruistochten en was aanwezig bij het Beleg van Avignon. Ook was hij in november 1226 getuige van de dood van koning Lodewijk VIII van Frankrijk, die tijdens deze kruistocht overleed aan dysenterie. Datzelfde jaar volgde hij zijn oudere broer Amalrik VII op als burggraaf van Thouars. 
Bij de troonsbestijging van koning Lodewijk IX van Frankrijk schaarde Hugo I zich net als de meeste edelen in Poitou en Bretagne achter de opstand van heer Hugo X van Lusignan en gravin Isabella van Angoulême. De opstandelingen besloten om in Thouars een vergadering te houden, maar hun belangrijkste bondgenoot, graaf Theobald IV van Champagne, kwam niet opdagen. Uiteindelijk bleek dat hij hen in de steek had gelaten en naar Tours was gegaan om Lodewijk IX te huldigen. Hierdoor moesten alle opstandelingen uiteindelijk regentes Blanca van Castilië huldigen.
Hij huwde rond 1203 met Margaretha van Vihiers (1190-1241), vrouwe van Montaigu en dochter van Maurits II van Commequiers. Vermoedelijk kregen ze een kind, dat op jonge leeftijd overleed. Hugo I overleed in 1229 of 1230 en werd bijgezet in de kerk van La-Lande-en-Beauchêne in Sallertaine. Zijn jongere broer Raymond I volgde hem op als burggraaf van Thouars.